# Gezondheidsvoorlichting en -opvoeding
- In Nederland verouderde term, nu meestal als Gezondheidspromotie bekend.
- In Vlaanderen onderdeel van het takenpakket van een Centrum voor leerlingenbegeleiding.

Daarnaast is de term ook synoniem geworden van "objectieve" informatie over geneeskunde. 
Publicaties, niet in het minst op het internet, geven veel gezondheidsinformatie. Soms is die informatie echter verouderd, of gekleurd door (subjectieve) persoonlijke ervaringen, en dus niet veralgemeenbaar. Ook is ze soms -al dan niet opzettelijk- aangestuurd door belangengroepen zoals de farmaceutische industrie of patiëntenverenigingen. Daarom startte de Vlaamse gemeenschap met een eigen website waar wetenschappelijk verantwoorde informatie wordt gebracht, onder toezicht van universitaire wetenschappers, onder impuls van Patrik Vankrunkelsven.